# Castrum Saint-Jean
Le castrum Saint-Jean, sur la commune de Rougiers, dans le département du Var, se dresse sur le flanc nord-est d'un replat rocheux aux environs de 600 m d'altitude, parallèlement à l'oppidum de Piégu. Il domine de ce point le bassin de Saint-Maximin et permettait le contrôle de la plus grande partie de la chaîne de la Sainte-Baume. Au nord, la vue s'étend jusqu'à la montagne Sainte-Victoire.

## Histoire
En 1040, puis 1044 un castrum établi sur le terroir de Rothgerium apparait dans les textes comme une propriété de la famille de Vence.
Ce château de montagne et son habitat ont été occupés entre la fin du XIIe siècle et le début du XVe siècle,, date à laquelle la population se déplaça dans un premier temps à l’emplacement du hameau dit “Le Pays Haut”, puis vers le site du village actuel “Les Quatre Cantons”..
Des fouilles y ont été entreprises entre 1961 à 1969 par Gabrielle Démians d'Archimbaud et les résultats étudiés dans le cadre d'une thèse d'état soutenue en 1978 et publiée deux ans plus tard.
Les vestiges sont classés au titre des monuments historiques en 1967.

## Architecture

### Les ruines du château
Le site archéologique est couvert par les ruines du château féodal et des maisons.

### La chapelle Saint Jean de Solferino
A proximité des ruines du logis seigneurial se dresse la chapelle Saint Jean de Solferino. Elle fut édifiée en 1860 par les habitants du village pour célébrer le passage sur leurs terres de l'Empereur Napoléon III.
Une table d'orientation domine le site et offre un magnifique point de vue.

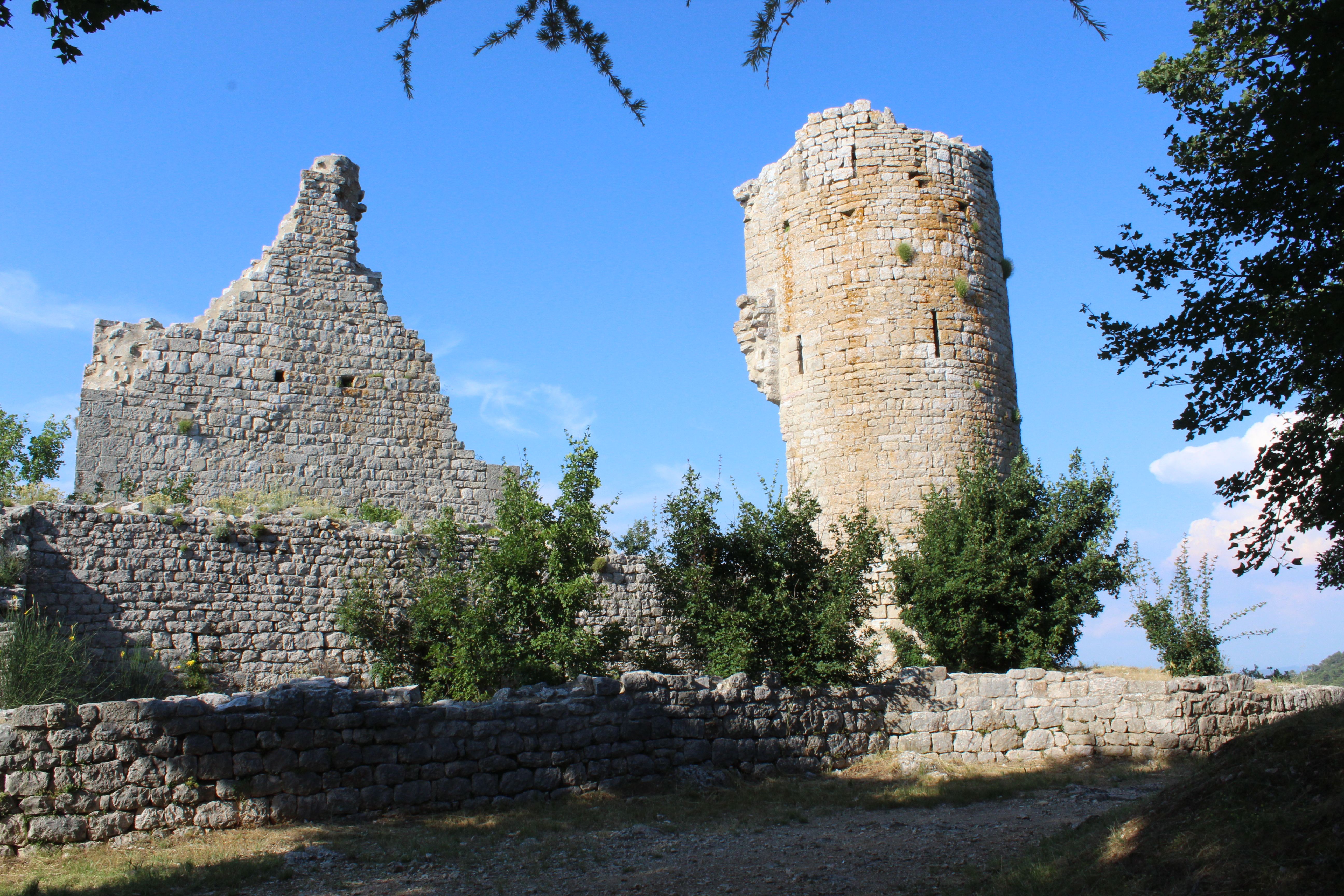
Les remparts et le donjon.
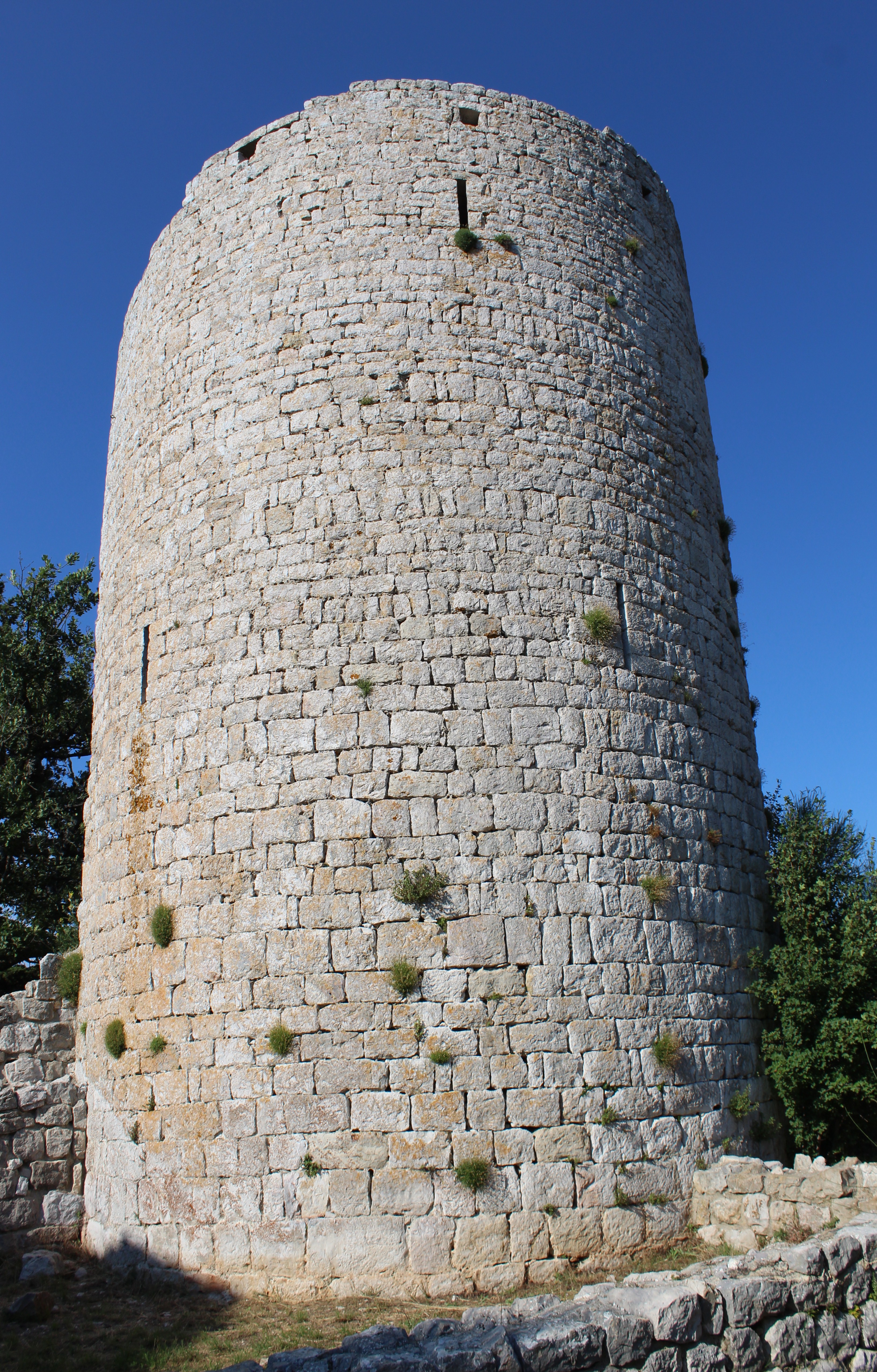
Le donjon et ses meurtrières.
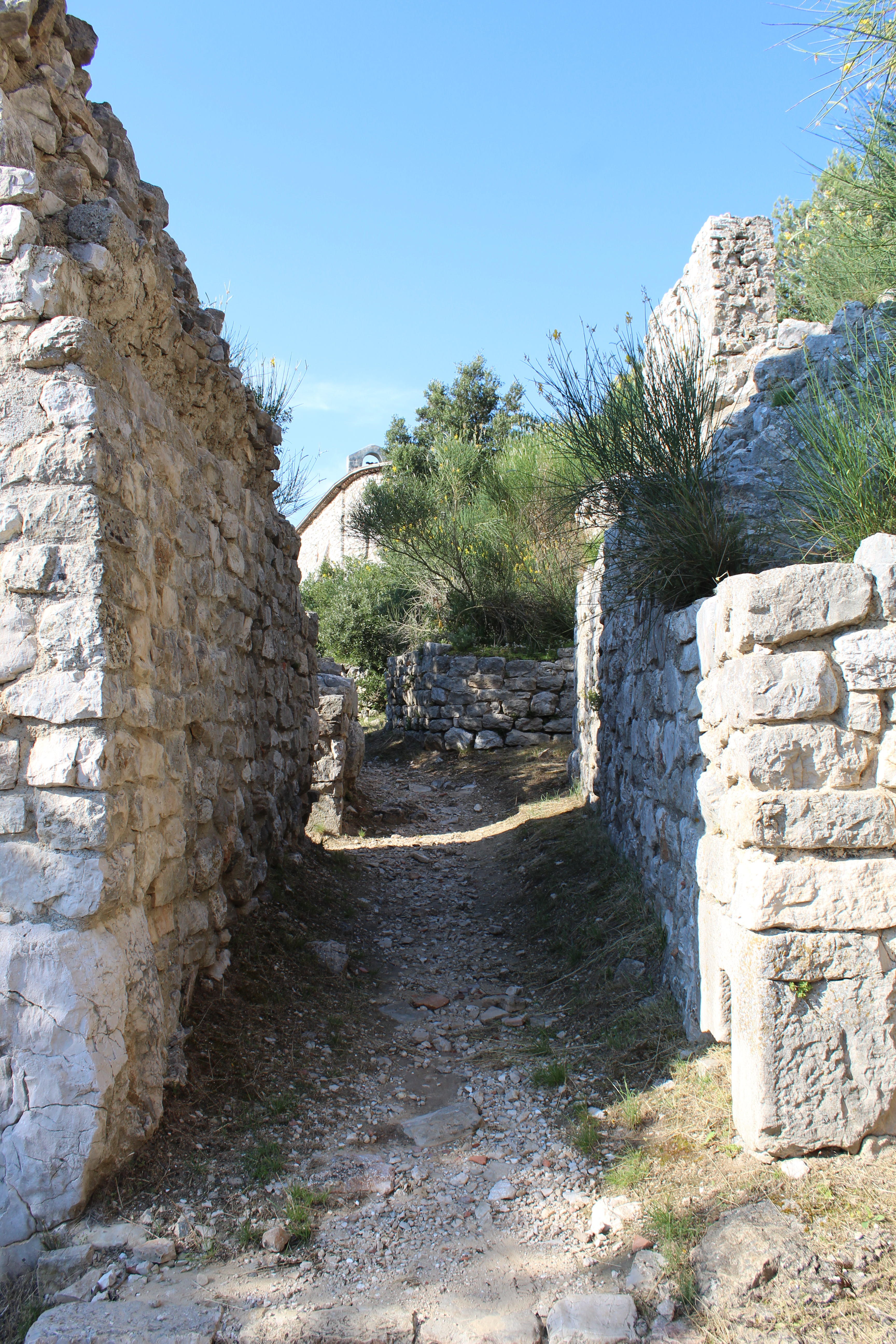
Passage dans le château.
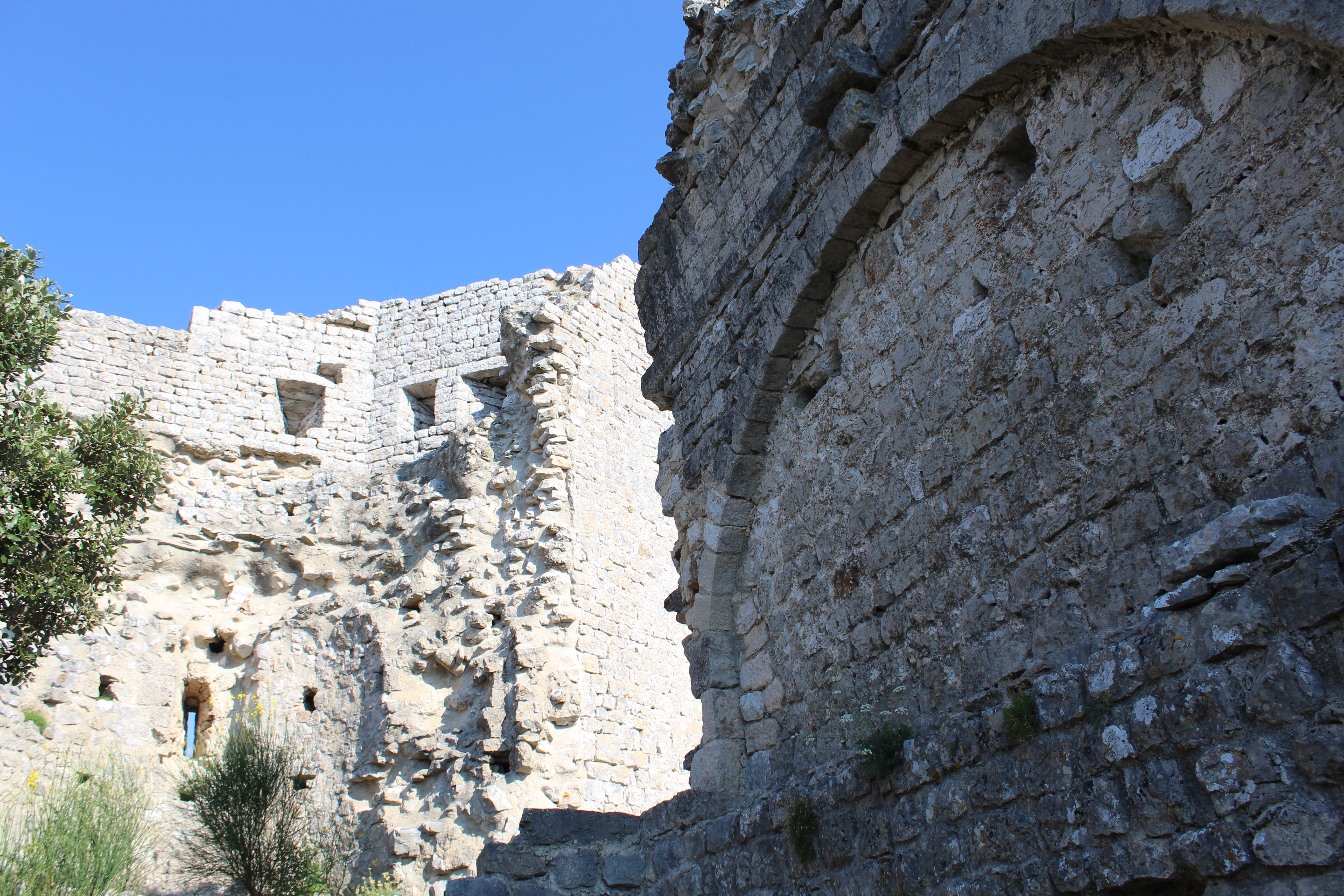
Intérieur du château et ses meurtrières
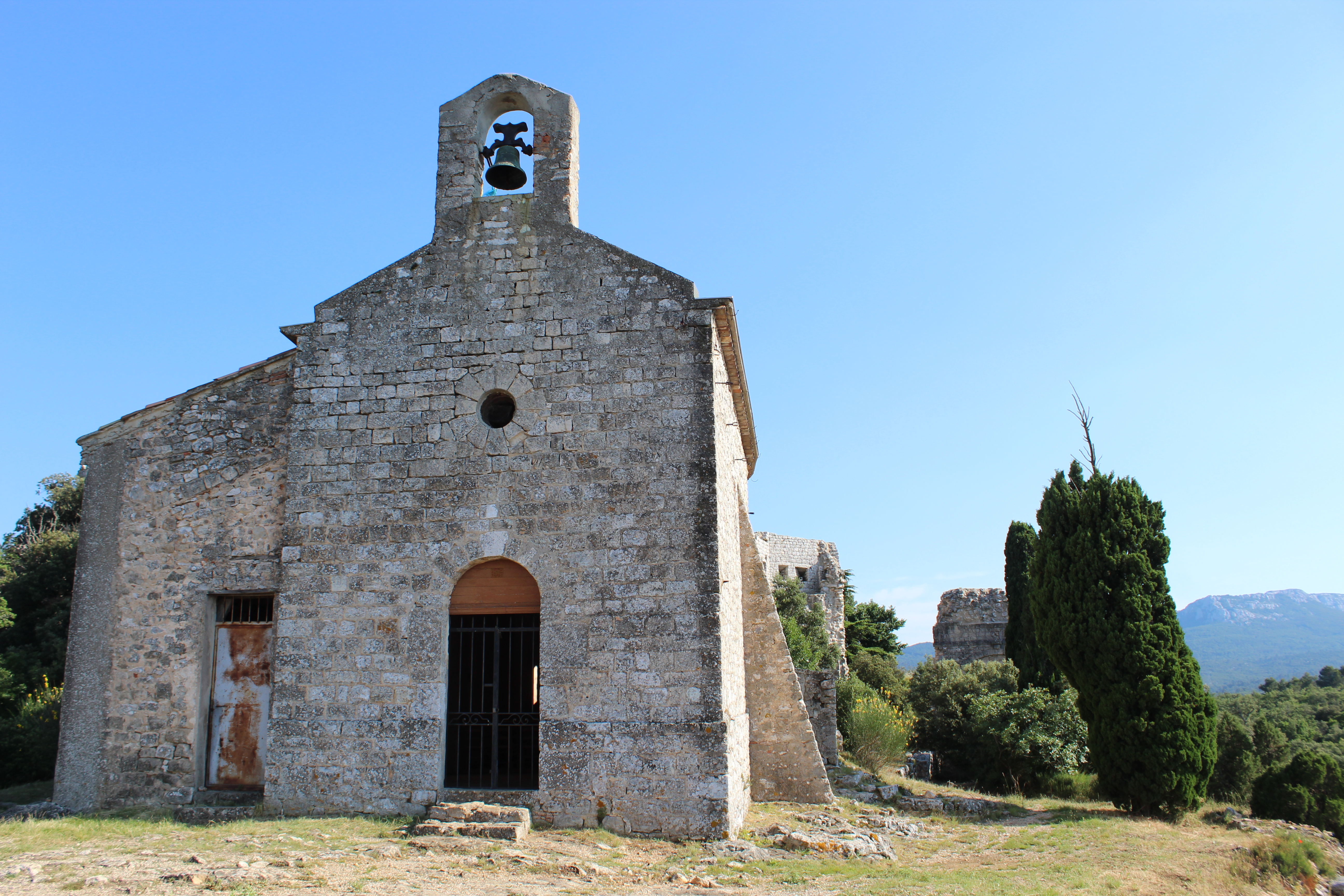
La chapelle de Solférino.
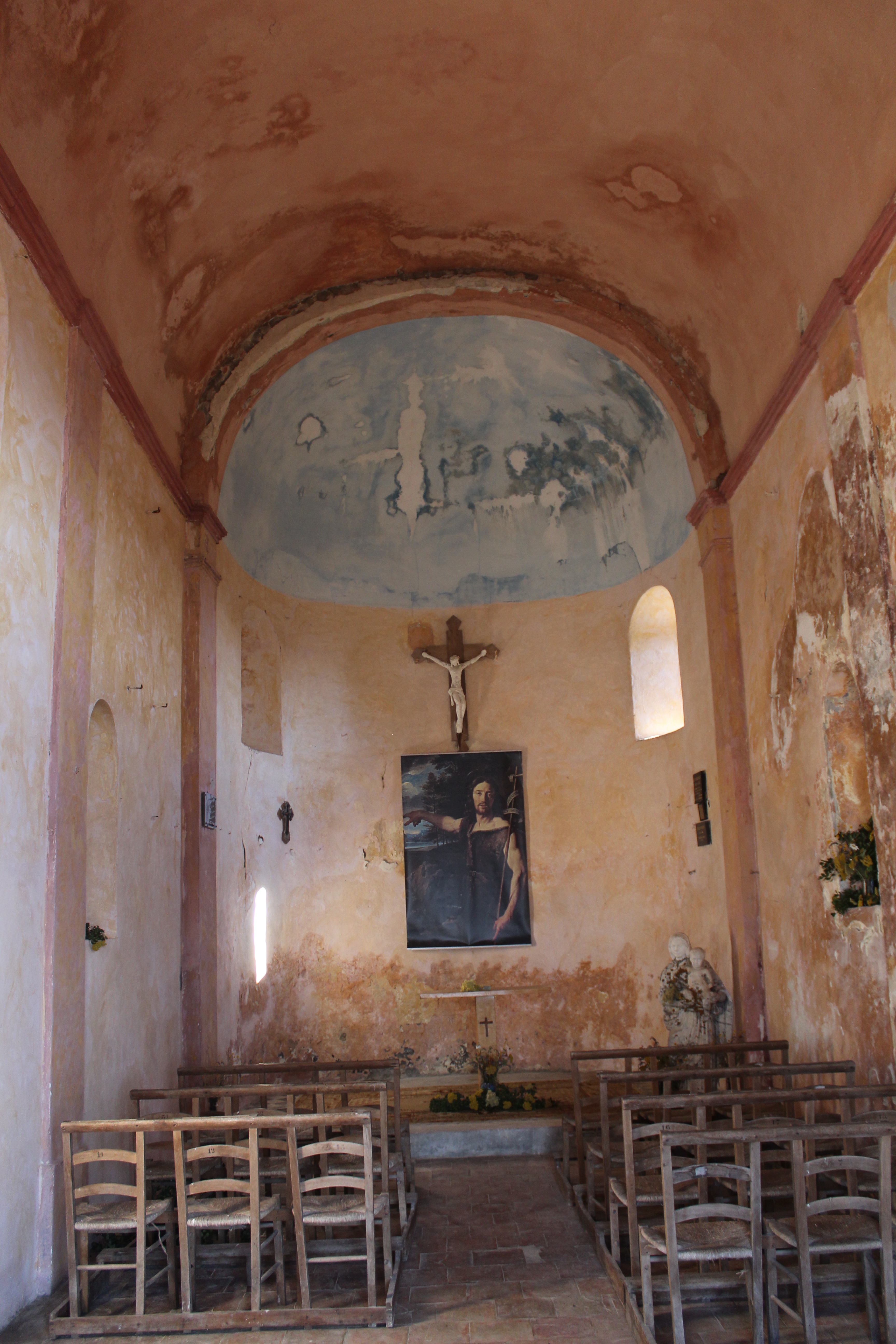
Intérieur de la chapelle.

### Le village

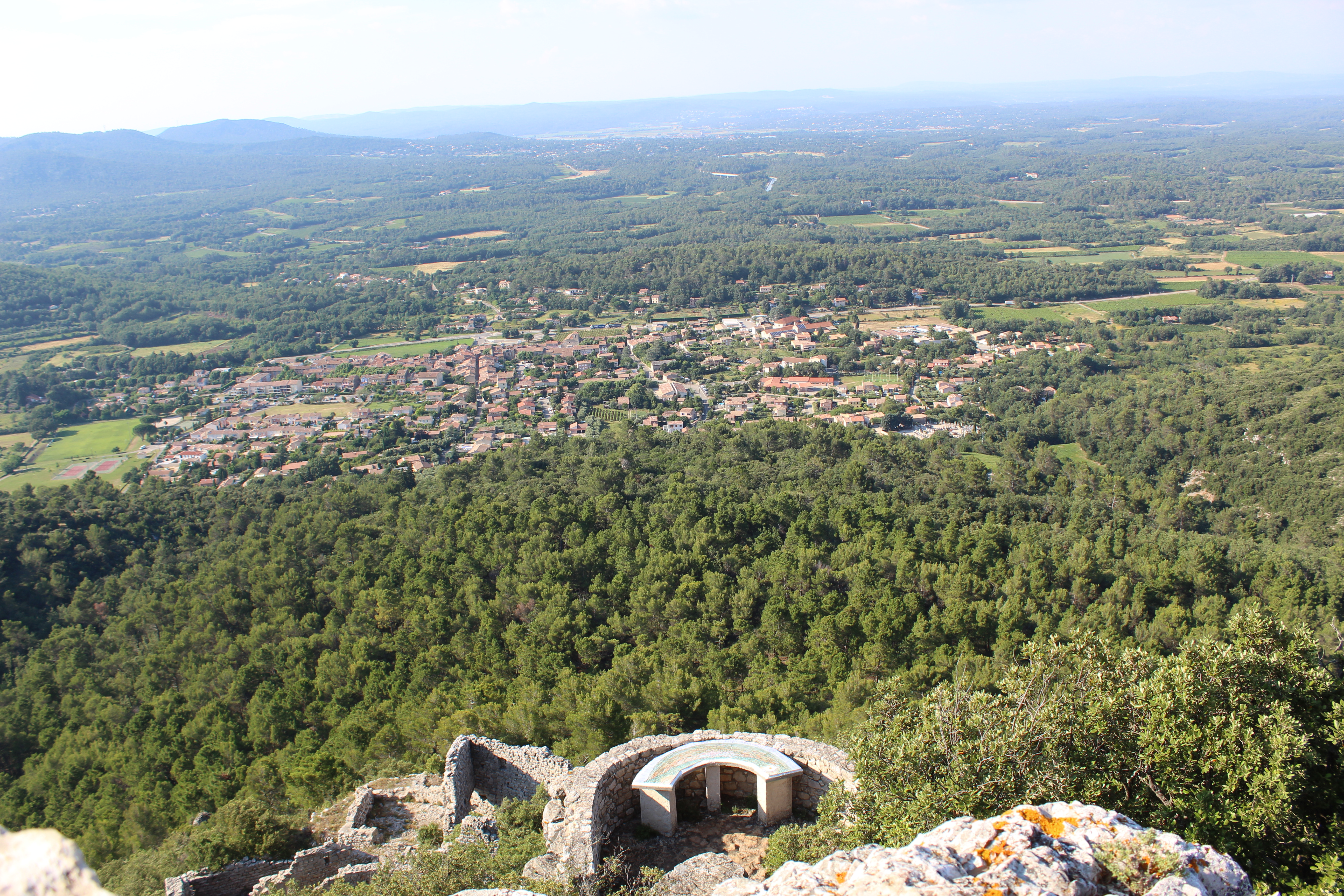
Au premier plan ,table d'orientation, en-dessous, vestiges de l'ancien village du Moyen-Age, en bas, le village de Rougiers.

Le village s'étend sur 4 500 m2 mais l'ensemble de la zone n'est pas occupé. Des zones rocheuses accidentées ont été laissées nues. L'habitat villageois est circonscrit à la fois par le relief et par une longue enceinte bâtie vers l'est à l'extrême limite de la falaise.

#### La zone ouest
À l'ouest, le rempart recoupe les replats rocheux sur lesquels est établi le village. La partie méridionale du site a été endommagée par un chemin moderne recoupant les vestiges, plus lâches dans cette zone.

#### La zone centrale
La partie centrale, plus dense, a abrité la plupart des installations économiques.

#### La zone septentrionale
La zone septentrionale assure le contrôle des principales voies d'accès au site et constitue de fait un point stratégique protégé par de nombreux bâtiments défensifs.

## Le matériel archéologique
Les fouilles ont livré un mobilier particulièrement conséquent qui donne une vision très avancée de la culture matérielle : 93 919 tessons, 2 600 objets en métal, en os, en ivoire, en bois de cervidé, en pierre, en verre, 114 monnaies.

## Importancehistoriographiquedu site
Le castrum Saint-Jean de Rougiers est la première fouille française d'un habitat rural du bas Moyen Âge,. La fouille est réalisée, sous la direction de Gabrielle Démians d'Archimbaud, par des ouvriers des mines de bauxite recrutés pour leur capacité à assumer de lourdes tâches et de dangereuses contraintes matérielles.
La publication des résultats de la fouille, en 1980, est la première publication archéologique française renseignant sur tous les aspects d'une fouille à grande superficie. Les données tirées de l'étude du mobilier archéologique afin d'identifier le mode de vie des habitants déconcerte à cette époque nombre d'historiens,.
Les fouilles du castrum Saint-Jean à Rougiers marquent durablement les historiens médiévistes, à une époque où ceux-ci commencent à percevoir en l'archéologie un moyen de renouveler les sources et les questionnements. Elles apparaissent comme un « modèle idéal » malgré leur caractère pionnier ainsi que l'expriment Jean Chapelot et Robert Fossier en 1980 : 
«  Le village fouillé à Rougiers est, à plusieurs points de vue, d'un intérêt exceptionnel : d'abord parce que son étude, amorcée dès 1961 par Gabrielle Démians d'Archimbaud […] était, à cette date, la première entreprise moderne de fouille d'un village médiéval en France ; ensuite parce qu'encore actuellement ce site reste le plus gros effort archéologique français visant à explorer aussi exhaustivement que possible un sire rural médiéval, par ailleurs d'une grande ampleur et d'une certaine complexité ; enfin parce que cet habitat, par la durée de son occupation, par la richesse du matériel archéologique, la finesse et la qualité des observations faites lors de la fouille, le contexte régional enfin où il se situe, est d'une importance considérable. »
La qualité des protocoles méthodologiques mis en place par Gabrielle Démians d'Archimbaud est reconnue à l'échelle nationale et plusieurs de ses coupes stratigraphiques accompagnées de leurs commentaires sont reproduites dans le manuel d'archéologie de Michel de Boüard. Elle porte une grande attention aux problématiques de datation des découvertes : elle y est tout particulièrement confrontée lors des fouilles de Rougiers du fait de l'absence de référentiel régional pour la datation du mobilier, notamment céramique.